# ستيفن ريد (لاعب كرة قدم)
ستيفن ريد (بالإنجليزية: Stephen Reed)‏ (18 يونيو 1985 في المملكة المتحدة - ) هو لاعب كرة قدم بريطاني في مركز الوسط. لعب مع فوريست غرين وكامبريدج يونايتد وماكليسفيلد تاون ونادي توركي يونايتد ويوفل تاون وHolsworthy A.F.C. ‏ ونادي وكينغ ونادي تشيلمسفورد وWeston-super-Mare A.F.C. ‏ ونادي ألدرشوت تاون وBideford A.F.C. ‏ وTiverton Town F.C. ‏ ونادي ويموث وIlfracombe Town A.F.C. ‏ وغرايز أتلاتيك ‏.

## وصلات خارجية
- ستيفن ريد على موقع قاعدة بيانات كرة القدم.إي يو (الإنجليزية)
- ستيفن ريد على موقع Soccerbase.com (لاعب) (الإنجليزية)